# إيزابيلا من فالوا، دوقة بوربون
إيزابيلا من فالوا (بالفرنسية: Isabelle de Valois)، دوقة بوربون أو إيزابيلا من فرنسا (1313 - 26 يوليو 1383)؛ هي ابنة شارل، كونت فالوا وزوجته الثالثة ماهوت دي شاتيون؛ وأيضا هي الأخت الغير شقيقة لـ فيليب السادس ملك فرنسا.

## الزواج والأبناء
في 25 يناير 1336 تزوجت من ابن عمها بيير الأول دوق بوربون ابن لويس الأول، دوق بوربون وماري من هولندا؛ كان لديهم ابناً واحداً وسبعة بنات، توفي زوجها في معركة بواتييه في 1356، وإيزابيلا لم تتزوج من بعده، وأصبح ابنها البكر لويس دوق بوربون؛ رتبت إيزابيلا لاحقاً زواج ابنتها جوانا من شارل دوفين فرنسا (لاحقاً شارل الخامس)؛ وأبنائها هم:-
1. لويس الثاني، دوق بوربون (1410-1337)؛ خلف والده بعد وفاته، تزوج من آن من أوفرن، ولهم ذرية.
2. جوان، ملكة فرنسا (1378-1338)؛ تزوجت من شارل الخامس، ولهم ذرية.[1]
3. بلانش، ملكة قشتالة وليون (1361-1339)؛ تزوجت من الملك بيدرو؛ ليس لديهم أطفال، يقال أنها توفيت مقتولة في 1361.
4. بون (1402-1341)؛ تزوجت من أميديو السادس، كونت سافوي، لهم ذرية.[1]
5. كاثرين (1427-1342)؛ تزوجت من جان السادس، كونت هاركورت، لهم ذرية.[1]
6. مارغريت (1416-1344)؛ تزوجت من أرنو أمانيو، لورد ألبرت، لهم ذرية.
7. إيزابيلا (1345).
8. ماري (1401-1347)؛ برايورة بواسي.[1]